# Esbarres
Esbarres is een gemeente in het Franse departement Côte-d'Or (regio Bourgogne-Franche-Comté) en telt 621 inwoners (1999). De plaats maakt deel uit van het arrondissement Beaune.

## Geografie
De oppervlakte van Esbarres bedraagt 15,8 km², de bevolkingsdichtheid is 39,3 inwoners per km².
De onderstaande kaart toont de ligging van Esbarres met de belangrijkste infrastructuur en aangrenzende gemeenten.

## Demografie
Onderstaande figuur toont het verloop van het inwonertal (bron: INSEE-tellingen).